# Archivo Farley
Un archivo Farley es una serie de fichas de datos guardadas por políticos sobre gente con la que han mantenido contactos.
El término proviene de James Aloysius Farley, gerente de la campaña de Franklin Delano Roosevelt, presidente de los EE. UU. Farley se convirtió con el tiempo en el jefe del Comité Nacional Demócrata y de los correos de EE. UU.
Farley cuidaba un fichero de todas las personas que se habían encontrado con Roosvelt. Cuando alguien debía encontrarse por segunda vez con Roosvelt, se revisaba la ficha y Roosvelt podía recuperar los datos aprendidos la primera vez: esposa, nombre y edad de los hijos, situación personal, etc., cualquier cosa que hubiera sido mencionada, además de los datos que hubieran sido añadidos por Farley independientemente. El efecto era profundo y aumentaba considerablemente la intimidad.
Este tipo de ficheros Farley se han vuelto comunes en círculos políticos y de negocios.
- Datos: Q893275